# Juan Modesto
Juan Guilloto León, geralmente referido como Modesto ou Juan Modesto (Porto de Santa Maria, 24 de setembro de 1906 – Praga, 16 de abril de 1969), foi um oficial do exército Republicano durante a Guerra Civil Espanhola.

## Biografia

### Vida inicial
Nascido em Porto de Santa Maria, em Cádis, Juan Guilloto trabalhou em uma serraria antes de ingressar no Exército Espanhol. Ele serviu em Marrocos, tornando-se um cabo das tropas coloniais Regulares baseadas em Larache.
Juan Guilloto era afiliado ao Partido Comunista da Espanha (PCE) a partir de 1930, e em 1933 foi encarregado das Milicias Antifascistas Obreras y Campesinas (MAOC) em Madrid, que constituíam uma força paramilitar para o Partido. Ele organizou o Sindicato de Ofícios Varios y el Socorro Rojo, que coordenou as relações com o Socorro Rojo Internacional.

### Guerra Civil Espanhola
Quando a Guerra Civil Espanhola irrompeu em Julho de 1936, Juan Guilloto participou do assalto ao Cuartel de la Montaña, e na Batalha de Guadarrama lutou na Cordilheira de Guadarrama. Ele foi um dos líderes do Quinto Regimento, tornando-se seu comandante a partir de Outubro de 1936 em diante. Ele lutou em Talavera de la Reina, Santa Olalla e Illescas (Setembro de 1936), na defesa de Madrid e na Segunda Batalha da Estrada da Corunha, bem como na Batalha de Jarama (Fevereiro de 1937).
Juan Guilloto foi promovido a tenente-coronel do Exército Popular e comandante do 5º Corpo do Exército, participando das batalhas de Belchite, Brunete (Julho) e Teruel (Janeiro de 1937 e Dezembro de 1938). Em 26 de Agosto de 1938, ele foi promovido a coronel e tornou-se chefe do Exército do Ebro.
Após a queda da Catalunha para o exército rebelde, ((Juan Negrín|Negrín]] nomeou Modesto general e chefe do Exército Central em 2 de Março de 1939.

### Exílio
Após o golpe de Casado, em 6 de Março, Modesto deixou a Espanha em um avião. Então ele foi para a União Soviética, cujo governo reconheceu o seu posto militar.
Durante a Segunda Guerra Mundial, ele serviu com o Exército Vermelho e as forças Comunistas Búlgaras. Derrotado na luta com José Díaz pelo controle do PCE, ele foi para Praga.
Modesto escreveu um livro sobre a sua experiência durante a guerra no 5º Regimento, intitulado Soy del Quinto Regimento (publicado em Paris em 1969). Ele morreu em Praga em 1969.

## Obras publicadas
- Modesto, Juan (1978). Soy del Quinto Regimiento: Notas de la Guerra Espanola [Eu sou do Quinto Regimento: Notas da Guerra Espanhola]. [S.l.: s.n.] ISBN 8472223639